# Luigi Roux
Luigi Roux (Torino, 24 dicembre 1848 – Torino, 6 novembre 1913) è stato un politico, giornalista e editore italiano.
Nel 1880 acquistò, e poi diresse, il quotidiano «Gazzetta Piemontese» (nel 1895 la testata muterà ne «La Stampa»).

Esponente del Partito Radicale, si trasferì a Roma, dove accettò la direzione del neonato quotidiano «La Tribuna», organo della corrente nota come pentarchia (1883-1887).
Dopo aver rilevato la proprietà della «Rassegna di scienze sociali e politiche», ne soppresse le pubblicazioni e al suo posto editò la rivista La Riforma Sociale.
Alla fine del 1898 fu nominato Senatore del Regno d'Italia.

## Vita Privata
Luigi Roux sposò Itala Bercanovich ed ebbero (almeno) 2 figli: Mario e Gina.

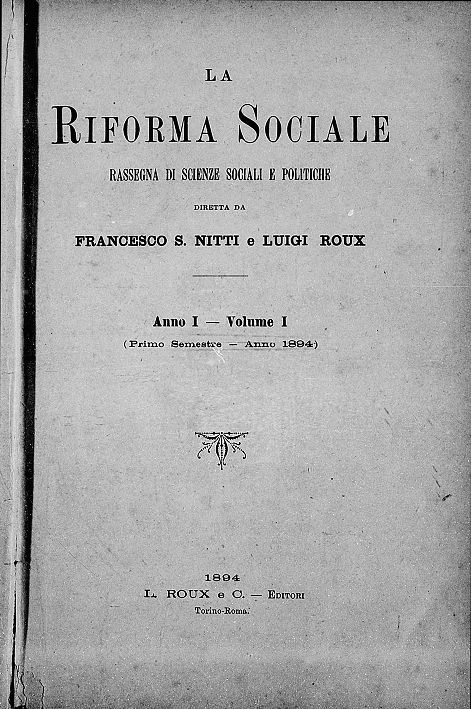
Primo numero della rivista La Riforma Sociale (1894), diretta da Luigi Roux assieme a Francesco Saverio Nitti